# Symplocos lancifolia
Symplocos lancifolia är en tvåhjärtbladig växtart som beskrevs av Sieb. och Zucc. Symplocos lancifolia ingår i släktet Symplocos och familjen Symplocaceae.

## Underarter
Arten delas in i följande underarter:
- S. l. hualiensis
- S. l. taiheizanensis